# Battaglia di San Michele (1813)
La battaglia di San Michele è uno scontro avvenuto il 19 novembre del 1813 tra le forze austriache del generale Hiller e l'esercito franco-italiano del Viceré d'Italia Eugenio di Beauharnais. Al termine della battaglia, i franco-italiani, pur avendo perso parte delle loro posizioni iniziali, riuscirono a respingere gli austriaci, stabilizzando la linea del fronte lungo il fiume Adige. 

## Contesto storico
Nel 1813 la guerra imperversava in Europa e i francesi erano per la prima volta dopo anni in seria difficoltà. A giugno, dopo qualche prestazione convincente dei napoleonici, gli austriaci, fino ad allora neutrali, si fecero promotori di un armistizio, pubblicamente cercando di mediare un accordo di pace tra le parti in guerra, segretamente scegliendo da quale schierarsi. Scaduti i termini del cessate il fuoco, gli Asburgo scesero in guerra al fianco della coalizione.
L'imperatore colse le intenzioni degli austriaci e inviò il proprio figliastro, il viceré Eugenio, a difendere i confini dell'Impero in Italia. Giunti in Italia a maggio, Eugenio raccolse un esercito di circa 50000 uomini e marciò da Milano verso il Friuli, provando a difendere le Province Illiriche. Dopo una fase favorevole, culminata con la vittoria di Feistritz, i franco-italiani dovettero abbandonare il Nord-est: la sconfitta di Napoleone a Lipsia aveva accusato un terremoto a livello diplomatico e numerosi alleati francesi avevano deciso di cambiare fazione, tra cui la Regno di Baviera. Con le proprie retrovie esposte, l'esercito napoleonico in Italia fu costretto a ripiegare su una linea più sicura, in tal caso, quella dell'Adige, dove le fortezze di Verona e Legnago garantivano una buona posizione, difficilmente superabile.

## Antefatti
La ritirata di Eugenio iniziò i primi giorni di ottobre e si concluse circa un mese dopo, quando tutti i suoi reparti giunsero sulla nuova linea di difesa. Hiller, comandante delle forze imperiali austriache in Italia, aveva tentato di fermare la manovra di Eugenio, inviando un distaccamento del proprio esercito in avanti, aggirando la posizione francese e giungendo a Bassano, dove i franco-italiani sarebbero dovuti passare. Dopo aver inizialmente allontanato gli austriaci, gli uomini di Eugenio iniziarono ad attraversare il Brenta. Terminata la traversata del primo gruppo, le forze di Hiller ripresero Bassano, ostacolando nuovamente i movimenti delle forze di Eugenio. Il viceré, deciso ad eliminare il problema alla radice, fece attaccare dal generale Grenier la posizione con un sostanzioso numero di uomini: gli austriaci vennero sbaragliati ed allontanati definitivamente, permettendo alle restanti forze napoleoniche di attraversare in relativa calma il fiume e raggiungere il resto dell'esercito.

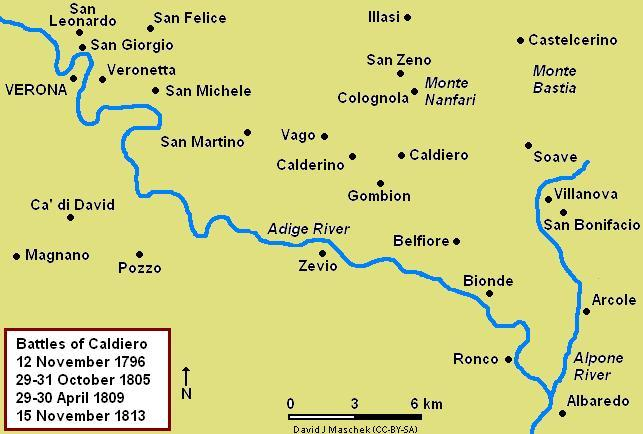
Mappa del Veronese

Nel frattempo, anche le forze austriache si erano mosse, giungendo in parte a Trento ed in parte a Vicenza. Questo secondo gruppo, momentaneamente al comando del generale von Radivojevich, stava raccogliendo un'armata nei pressi di Caldiero, in modo da lanciare un attacco contro le posizioni di Eugenio. Venuto a sapere della cosa, il viceré non esitò ad attaccare per primo. Radunate le proprie forze, sferrò un vigoroso attacco agli austriaci, catturando la città e disperdendo i soldati ivi ammassati. Il successo permise ai francesi di stabilizzare la loro posizione sull'Adige, permettendo agli ufficiali di Eugenio di occupare alcuni avamposti sulle colline del Veronese.
Era comunque evidente che gli austriaci non avrebbero permesso ai napoleonici di mantenere a lungo la posizione: la mattina del 19 novembre Eugenio notò che la posizione di San Giacomo, evacuata il giorno prima dalla divisione Marcognet, era stata occupata nella notte dalla brigata di Eckhardt. Prima di concentrare i propri sforzi su Venezia, Hiller intendeva sloggiare i francesi dal lato destro dell'Adige, possibilmente allontanandoli anche da Verona. Per fare ciò, aveva concentrato le proprie forze su Vago, dove era posizionata in avanscoperta la brigata di Jeannin, ammassando di fronte alla cittadina le brigate di Vécsey ed Eckhardt e la divisione di Pflacher.

## La battaglia
Alle prime luci dell'alba, le truppe austriache della prima linea iniziarono il movimento sulla destra. Vécsey, che aveva l'ordine di continuare a cercare un collegamento con Winczian nella marcia verso Grezzana, spinse i tre battaglioni del reggimento Benjowski verso le alture di Montorio Veronese, che presero Marcellise. Il resto della sua brigata si diresse verso Ferrazze, da dove avrebbe ripiegato sulle retrovie francesi stabilite a San Martino. Il generale Eckhardt, che aveva l'ordine di allineare i suoi movimenti con quelli di Vécsey, fu incaricato di attaccare San Martino. Una colonna sarebbe inoltre stata inviata sulla sinistra, tra la frazione di Campalto e l'Adige, nel tentativo di aggirare la posizione di Jeannin. Pflacher avrebbe sostenuto questo movimento, mentre Starhemberg avrebbe tentato una manovra diversiva nei pressi di Albaredo d'Adige.

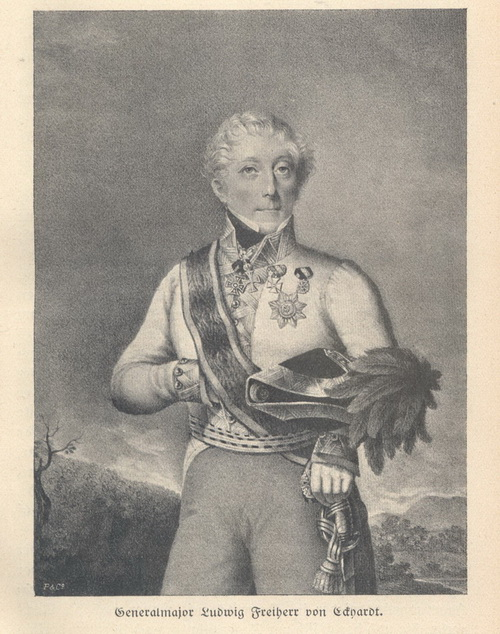
Il generale Eckhardt

Verso le 9 del mattino iniziò la battaglia all'estrema sinistra delle linee francesi. Desideroso soprattutto di ristabilire il legame con Winzian, Vecsey aveva iniziato ordinando a uno dei battaglioni del reggimento Benjowski di attaccare frontalmente Montorio Veronese, mentre il grosso delle sue forze si spostava da Ferrazze alle spalle delle posizioni francesi a San Martino e un altro battaglione respingeva verso Mattarana, a nord di San Michele, le poche truppe francesi dislocate ai piedi delle alture sulla riva destra del Fibbio, un piccolo affluente dell'Adige. Alle 11:30 Vecsey attaccò Jeanin a San Martino dalle retrovie e sulla sinistra. Quest'ultimo aveva appena respinto il primo tentativo di Eckhardt che aveva tentato invano di catturare Musella e di avanzare direttamente verso il paese difeso dalla sua brigata passando per la strada principale. I francesi non avrebbero avuto speranza di resistere all'attacco congiunto delle due brigate austriache e, prima di venire travolte dal reggimento Jellacic, si ritirarono per ordine di Eugenio, ripiegando su San Michele.
Mentre Eckhardt scendeva da San Martino nella pianura e si stabiliva ai ponti di San Martino e Sant'Antonio sulla strada per Verona, Vecsey spinse una parte dei suoi uomini verso Mattarana, fece marciare le sue riserve lungo le dighe e fece caricare dai suoi ulani i fucilieri francesi, che il 1° reggimento di ussari riuscì comunque a tenere a distanza. Di fronte alla vigorosa resistenza dei francesi, Vécsey, per proteggersi da un possibile ritorno di Marcognet, sistemò e fermò le sue truppe a un'altezza pari a quella di Eckhardt. Prima di avanzare aspettò che la sua colonna destra avesse finalmente conquistato Montorio Veronese e il vecchio castello in rovina a est del paese, sottraendolo a due battaglioni francesi. Nel frattempo, dopo l'abbandono di San Martino, il viceré, personalmente recatosi a Montorio, comprese che sarebbe stato pericoloso prolungare la resistenza in quella posizione e diede ordine al maggiore Baudin di ricondurre i suoi uomini a Mattarana e a San Michele. Solo allora la colonna centrale di Vécsey riprese il suo movimento su San Michele, mentre i tre battaglioni del reggimento Deutschmeister si stabilirono sulle alture a nord di San Martino.

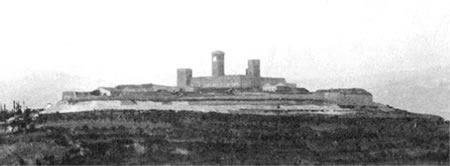
Castello di Montorio in una foto del 1866

Il viceré avrebbe tranquillamente potuto schierare le intere divisioni Quesnel e Rouyer, per la maggior parte a Verona, per supportare i suoi uomini a San Michele e riprendere le posizioni perse sino a San Martino, ma, non volendo impegnarsi in uno scontro inutilmente costoso, si risolse ad inviare solamente due battaglioni. Queste forze furono più che sufficienti per mantenere il possesso di San Michele e respingere le truppe di Eckhardt verso San Martino, dopo un loro ultimo disperato tentativo verso le 17:00 di sfondare le difese napoleoniche. Le brigate di Vécsey ed Eckhardt si stabilirono a Montorio Veronese e nei dintorni di San Martino per la notte, mantenendo comunque il fuoco aperto sulle posizioni francesi sino al tramonto. Il resto dell'esercito austriaco bivaccò tra San Giacomo e Caldiero.

## Conseguenze
Il parziale insuccesso austriaco costò caro a Hiller. Le vittorie dei suoi uomini sui franco-italiani tardavano ad arrivare e l'ultimo grande risultato favorevole sui napoleonici era ancora datato a settembre. Il consiglio di guerra austriaco, ormai stanco dell'inattività e dei risultati mediocri di Hiller, decise di sostituire il comandante delle armate imperiali in Italia. L'ordine ufficiale arrivò a Vicenza pochi giorni dopo: Hiller venne richiamato a Vienna mentre il suo sostituto, il generale Bellegarde, sarebbe giunto al fronte solo il mese successivo, a metà dicembre.
Per le forze di Eugenio, lo scontro di San Martino e San Michele non ebbe grandi conseguenze: la linea dell'Adige rimase in loro possesso e nel corso dei successivi mesi continuarono a migliorare le loro difese lungo il corso del fiume, rendendo virtualmente complicato ed estremamente costoso un eventuale attacco frontale da parte degli austriaci. Ciò portò ad un prolungato stallo tra i due eserciti che rimasero su queste stesse posizioni sino all'inizio di febbraio. Le uniche attività militari nel corso di questo periodo furono alcuni scontri nel basso Adige, dove le forze di Nugent erano sbarcate ed avevano ottenuto il parziale controllo del Polesine.